# Skupina galaxií M 51
Skupina galaxií M51 je skupina galaxií s počtem 7-17 galaxií. Je součástí Místní nadkupy galaxií a na obloze se nalézá v souhvězdí Honicích psů. Skupina je pojmenována po výrazné spirální galaxii M51 (Vírová galaxie). Tu doprovází satelitní NGC 5195 (M51B). Druhou nejvýraznější galaxií ve skupině je taktéž spirální galaxie Slunečnice (M63).

## Členové skupiny
| Galaxie                  | Typ         | Rektascenze (J2000) | Deklinace (J2000) | Rudý posuv (km/s) | Hvězdná velikost |
| ------------------------ | ----------- | ------------------- | ----------------- | ----------------- | ---------------- |
| NGC 5195 (M51B)          | SB0 pec     | 13h 29m 59.6s       | +47°15′58″        | 465 ± 10          | 10,5             |
| NGC 5023                 | Scd         | 13h 12m 12.6s       | +44°02′28″        | 407 ± 1           | 12,9             |
| NGC 5229                 | SB(s)d      | 13h 34m 02.8s       | +47°54′56″        | 364 ± 8           | 14,3             |
| Galaxie Slunečnice (M63) | SA(rs)bc    | 13h 15m 49.3s       | +42°01′45″        | 504 ± 4           | 9,3              |
| UGC 8313                 | SB(s)c      | 13h 13m 53.9s       | +42°12′31″        | 593 ± 4           | 14,4             |
| UGC 8331                 | IAm         | 13h 15m 30.3s       | +47°29′56″        | 260 ± 5           | 14,6             |
| Vírová galaxie (M51)     | SA(s)bc pec | 13h 29m 52.7s       | +47°11′43″        | 463 ± 3           | 9,0              |

### Sporní členové skupiny
Členství dalších galaxií není jisté. Podle některých zdrojů patří do skupiny také galaxie IC 4263 a UGC 8320.

## Blízké skupiny galaxií
Skupina galaxií M51 se rozprostírá v blízkosti Skupiny galaxií M 101 a Skupiny galaxií NGC 5866.
Vzájemná vzdálenost těchto tří skupiny možná znamená, že jsou součástí volného, protáhlejšího útvaru.